# ARA Francisco de Gurruchaga (A-3)
El aviso ARA Francisco de Gurruchaga (A-3) (AVFG) fue un aviso ATF de la Armada Argentina originalmente botado como USS Luiseno (ATF-156) para la Armada de los Estados Unidos. Fue transferido a la Argentina en 1975, y lo mantuvo en servicio hasta su baja en 2024. Después fue hundido como objetivo en un ejercicio naval en octubre de 2024.

## Servicio operativo

### Estados Unidos

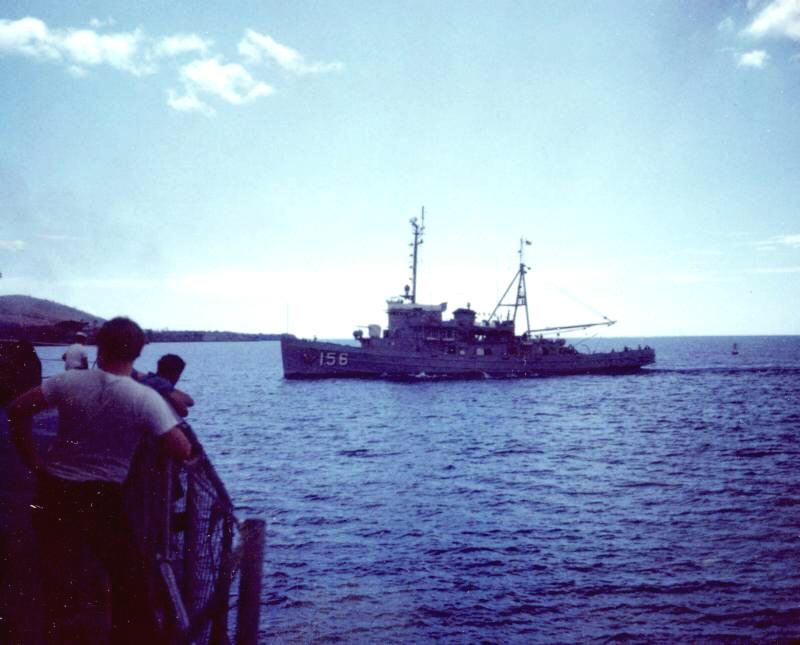
ARA Francisco de Gurruchaga (A-3); cuando aún se encontraba al servicio en Estados Unidos.

El USS Luiseno comenzó operando en Norfolk, Virginia y Boston, para luego pasar a Florida, desde donde se ocupó de los servicios de remolque en esa zona marítima.
Durante la Crisis de los misiles de 1962 en Cuba, operó desde la Base Naval de Guantánamo.
En 1966 recuperó los restos de un bombardero B-52 accidentado durante un reabastecimiento en vuelo en Palomares.

### Argentina
Desempeñó en la tareas de remolque, apoyo a campañas antárticas, rescate de submarinos, etc.
En 1976 se destaca desde Ushuaia hasta las Islas Shetland del Sur para rescatar a la tripulación del siniestrado aviso ARA Zapiola. Ese mismo año presta apoyo al buque oceanográfico ARA El Austral y luego al aviso ARA Diaguita, ambos con vía de agua.
Durante la Guerra de Malvinas operó desde la Isla de los Estados, siendo protagonista del rescate de 390 hombres provenientes del hundimiento del crucero ARA General Belgrano.
En 1985 capturó a los pesqueros japoneses Fuki Maru 51 y Dae-Wang, abriendo fuego contra el primero por desobediencia.
Repitió capturas en 1986 con los pesqueros Chidori Marú y Ainnia.
En 1999 formó parte del primer ejercicio combinado con el Reino Unido luego de la Guerra de Malvinas, denominado "Millenium".
En 2005 formó parte del operativo de seguridad naval de la IV Cumbre de las Américas en la ciudad de Mar del Plata.

#### Década de 2010
En 2010 fue destinado a Ushuaia como nuevo asiento, desde allí comenzó nuevas funciones como búsqueda y rescate, y reabastecimiento de Puestos del Control y Tráfico Marítimo en torno a la Isla de los Estados.
En una dificultosa misión, rescató a los náufragos del velero polaco Nashachata, seriamente averiado en Bahía Sloggett, debiendo soportar vientos de 100 km/h y olas de 6 metros de altura durante la operación. En diciembre de 2011 socorrió a kayakistas accidentados en la Isla de los Estados.
En mayo de 2013, el veterano buque nuevamente fue destinado a la Base Naval Puerto Belgrano, donde recibió importantes tareas de mantenimiento en el Dique de Carena Nº 1.

#### Baja y condición final
En 2024 fue dado de baja y declarado en desuso para su venta en subasta pública. Después fue hundido en un ejercicio de tiro naval realizado por unidades de la Flota de Mar en el mar Argentino entre el 22 y 25 de octubre de 2024.

## Su nombre
Francisco de Gurruchaga fue el armador de la primera escuadrilla naval Patriota.